# Maść balsamiczna
Maść balsamiczna (farm. Unguentum balsamicum, syn. Unguentum Balsami peruviani compositum, Unguentum Balsami peruviuani cum Anaesthesino, maść z balsamem peruwiańskim złożona, maść peruwiańska złożona) – preparat galenowy do użytku zewnętrznego, sporządzany według przepisu oficynalnego w zakresie receptury aptecznej. W Polsce na stan obecny (2025) skład określa Receptarium Polonicum (1947).
skład:
Rp.
Anaesthesini (anestezyny) 5,0
Balsami peruviani veri (balsamu peruwiańskiego)
Oleum Ricini (oleju rącznikowego) aa 20,0
Ung. molle (maści miękkiej) ad 100,0
M.f.ung.

## Działanie i zastosowanie[3][4]
Lek wykazuje skojarzone działanie obydwu substancji aktywnych: odkażające, przeciwzapalne oraz przeciwpasożytnicze balsamu peruwiańskiego oraz miejscowo znieczulające anestezyny. Znajduje zastosowanie głównie w leczeniu trudno gojących się ran i owrzodzeń (w tym owrzodzeń żylakowatych podudzi, ran cukrzycowych). Także w leczeniu świerzbu i innych chorób skóry.